# Naddniprianske
Naddniprianske (en ukrainien : Наддніпрянське, en russe : Надднепрянское, Naddnieprianskoïe) est une commune urbaine de l'oblast de Kherson, en Ukraine. Elle compte 1 051 habitants en 2021.

## Géographie
Naddniprianske se trouve sur la rive droite du Dniepr, à 11 km au nord-est de Kherson, à 59 km au sud-est de Mykolaiv et à 443 km au sud-sud-est de Kiev.